# Pauline Schweighofer
Pauline Schweighofer (* 9. Jänner 1866 in Wien, Österreich-Ungarn; † 9. April 1940 in Wien, Deutsches Reich) war eine österreichische Schauspielerin.

## Leben und Wirken
Die Tochter eines Bankangestellten ließ sich zu Beginn der 1880er Jahre von der Schauspielerin Helene Hartmann und der Freifrau von Heldburg, der Gattin des kunstsinnigen Herzogs Georg von Sachsen-Meiningen, künstlerisch ausbilden.
Mit 15 Jahren gab sie ihren Einstand in Graz und ging bald darauf an das Meininger Hoftheater, mit dessen Ensemble sie eine Tournee nach London unternahm. Pauline Schweighofers Karriere erhielt kurz vor ihrem 17. Geburtstag erstmals Schub: Die Künstlerin wurde an das Hofburgtheater verpflichtet, wo sie am 19. Dezember 1882 ihren Einstand mit der Vilma in Michael Klapps Lustspiel Rosenkranz und Güldenstern gab. Im Jahr darauf ging sie für eine Spielzeit ans Hamburger Stadttheater, 1884 für eine weitere ans Hoftheater München. Über Brünn und Kassel, wo die Wienerin von 1886 bis 1891 am Hoftheater wirkte, kam Pauline Schweighofer, nach einem Zwischenspiel in Graz, 1892 erstmals nach Berlin (ans Neue Theater).
Nach weiteren Zwischenstationen in Bremen und dem zaristischen Riga (heute Lettland) schloss sie sich 1897 dem Ensemble des Deutschen Volkstheaters in Wien an. Abgesehen von gelegentlichen Stippvisiten zu anderen Spielstätten (darunter erneut das Kasseler Hoftheater) blieb Pauline Schweighofer die kommenden Jahrzehnte dem Volkstheater verbunden. In ihrem letzten Lebensjahrzehnt war die mittlerweile pensionierte Künstlerin nur noch freiberuflich tätig. Gelobt wurden vor allem Pauline Schweighofers interpretatorische Natürlichkeit und Tiefe bei der Erfassung der darzustellenden Rollenfigur. Bereits zu Beginn des 20. Jahrhunderts wuchs sie in das Rollenfach der Mutter hinein.
Zum Film stieß Pauline Schweighofer kurz nach Ende des Ersten Weltkriegs. Dort wurde die Künstlerin vor allem mit Nebenrollen – erneut Mütter aller Arten, aber auch soignierte Vertreterinnen des Bürgertums und Hochadels (z. B. die Fürstin Bavatory in Unter der Knute des Schicksals) – betraut.

## Filmografie
- 1919: Alte Zeit – neue Zeit[1]
- 1920: Jou-Jou
- 1920: Miß Cowboy
- 1920: Ruhmlose Helden
- 1920: Wie Satan starb
- 1920: Unter der Knute des Schicksals
- 1921:  Der tote Hochzeitsgast
- 1922: Hütet eure Töchter
- 1922: Die Sünde der Inge Lars
- 1922: Flora Mystica
- 1922: Das Haus Molitor
- 1922: Die Hölle von Barballo
- 1922: Das Haus im Walde
- 1923: Eines Vaters Söhne
- 1924: Jiskor
- 1924: Das Geheimnis der Schrift
- 1926: Hoheit tanzt Walzer